# John Connolly (duchowny)

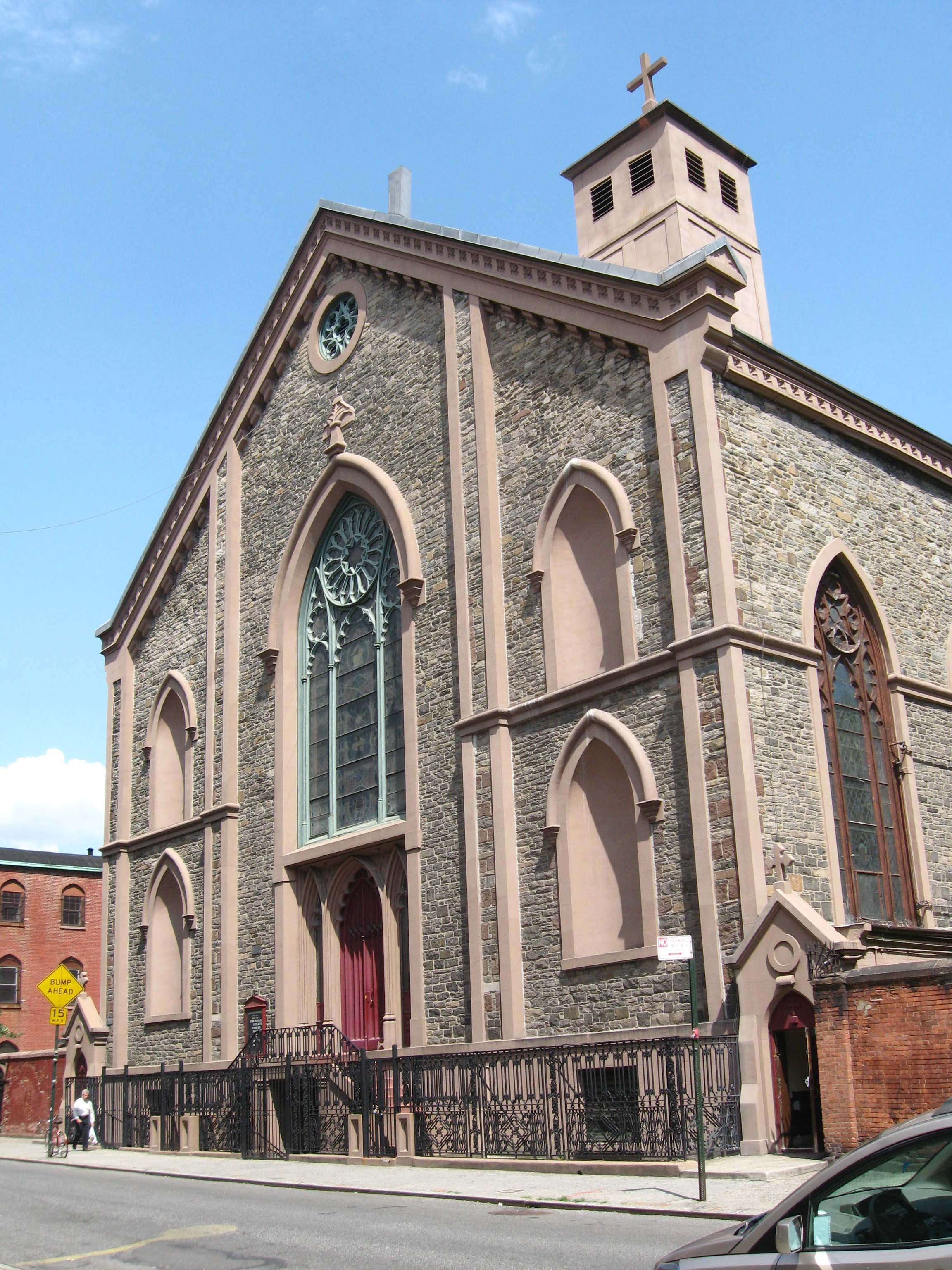
Miejsce spoczynku bpa Connolly'ego

John Connolly OP (ur. w 1750 w Monknewtown w Irlandii, zm. 6 lutego 1825 w Nowym Jorku) – irlandzki duchowny katolicki, biskup Nowego Jorku w latach 1814–1825.
Urodził się w hrabstwie Meath. Po ukończeniu edukacji w rodzinnym kraju wyjechał na studia do Belgii, gdzie wstąpił do zakonu Dominikanów. Święcenia kapłańskie otrzymał w Rzymie 24 września 1774. Kolejne lata swego życia związał z Wiecznym Miastem, będąc m.in. wykładowcą w konwencie św. Klemensa (a także przeorem). W czasie najazdu Francuzów na Rzym, obronił swój konwent, kościół i bibliotekę, a także kolegium angielskie i irlandzkie przed złupieniem przez najeźdźców. 
4 października 1814 został mianowany przez papieża Piusa VII ordynariuszem diecezji nowojorskiej. Sakrę otrzymał w Rzymie z rąk kardynała Cesare Brancadoro, arcybiskupa Fermo. Do swej diecezji bp Connolly dotarł dopiero rok później, stając się pierwszym miejscowym ordynariuszem, który osobiście zarządzał diecezją. Mimo podeszłego wieku, jego praca biskupia i misjonarska okazała się owocna, choć warunki ku temu nie sprzyjały. Ogromne tereny stanu Nowy Jork i części New Jersey były pod opieką tylko czterech kapłanów, istniały trzy kościoły, a wiernych było 15 tys. Za jego rządów zbudowano kilka nowych świątyń, założył sierociniec i sprowadził Siostry Miłosierdzia. Był gorącym zwolennikiem pomysłu, by ustanowić diecezję w każdym stanie, co ułatwiłoby zarządzanie ogromnymi terenami kraju. Gdy umierał liczba kapłanów w jego diecezji wynosiła 18. Pochowany został w starej katedrze św. Patryka. 